# 3 Kilmoluaig
Unter der Adresse 3 Kilmoluaig auf der schottischen Hebrideninsel Tiree befindet sich ein inseltypisches Wohnhaus. Es liegt in der kleinen Streusiedlung Kilmoluaig im Nordwesten der Insel. 1981 wurde das Gebäude in die schottischen Denkmallisten in der höchsten Kategorie A aufgenommen.

## Beschreibung
Der exakte Bauzeitpunkt von 3 Kilmoluaig ist nicht verzeichnet, sodass nur das frühe 19. Jahrhundert als Bauzeitraum angegeben werden kann. Das einstöckige Haus ist im traditionellen Stil der Insel gebaut. Im Norden schloss früher direkt eine längliche Scheune mit zwei Anbauten an. Das gedrungen wirkende Haus besteht im Wesentlichen aus Trockenmauerwerk, das teils gekalkt ist. Es schließt mit einem reetgedeckten Walmdach ab. 1981 wurde das Gebäude restauriert und in der zugehörigen Scheune abgerissen. Sie wurde originalgetreu wiederaufgebaut und dient nun als Wohnhaus.